# Albert Lütkemeyer
Albert Lütkemeyer (ur. 17 czerwca 1911 w Wellingholzhausen, zm. 26 czerwca 1947 w Hameln) – niemiecki zbrodniarz nazistowski, Schutzhaftlagerführer w niemieckim obozie koncentracyjnym Neuengamme i SS-Hauptsturmführer.

## Życiorys
Z zawodu był stolarzem. Do NSDAP wstąpił w marcu 1933, a do SS we wrześniu 1934. Służbę w niemieckich obozach koncentracyjnych rozpoczął w Esterwegen w 1934, w 1936 przeniesiony został do Dachau (KL). W kwietniu 1940 znalazł się w Neuengamme, gdzie początkowo sprawował funkcje Rapportführera i zastępcy Schutzhaftlagerführera. W październiku 1942 został pierwszym Schutzhaftlagerführerem. Lütkemeyer okrutnie znęcał się nad podległymi mu więźniami. W kwietniu 1944 przeniesiony został do niemieckiego obozu koncentracyjnego Gross-Rosen, gdzie sprawował stanowisko komendanta podobozu Riese. 
Po wojnie został osądzony przez brytyjski Trybunał Wojskowy w Hamburgu wraz z innym członkiem załogi Neuengamme Wilhelmem Keusem. Proces odbył się w dniach 27 lutego - 7 marca 1947. Obaj oskarżeni zostali skazani na śmierć przez powieszenie. Wyroki wykonano w więzieniu Hameln 26 czerwca 1947.